# منتصر لحتمي
مُنتَصَّر لَحتِمِيّ (من مواليد 1 أبريل 2001) هو لاعب كرة قدم مغربي محترف يلعب كجناح لفريق الوداد على سبيل الإعارة من نادي طرابزون سبور بالدوري التركي الممتاز .

## مسيرته مع الأندية
بدأ لحتمي مسيرته الكروية مع الفتح الرباطي في عام 2019.  انتقل إلى نادي طرابزون سبور التركي في 18 أغسطس 2022 مقابل رسوم قدرها 600 ألف يورو ، ووقع أكثر من ثلاثة عقود لمدة عام واحد. 

## مسيرته الدولية
لحتمي لاعب دولي للشباب في المغرب. لعب مع منتخب المغرب تحت 17 سنة في كأس الأمم الإفريقية تحت 20 سنة 2021 وساعد الفريق في الوصول إلى ربع النهائي.  في 25 نوفمبر 2021، تم استدعاؤه إلى معسكر تدريبي مع منتخب المغرب تحت 23 سنة .  تم استدعاؤه للمنتخب المغربي للمحليين لدورة ألعاب التضامن الإسلامي 2021 . 

## روابط خارجية
- منتصر لحتمي  على سكروي